# Koštana
Koštana (v srbském originále Коштана) je opera o třech dějstvích a šesti obrazech srbského skladatele Petara Konjoviće na vlastní libreto podle stejnojmenné činohry srbského spisovatele Borisava Stankoviće z roku 1900. Premiéru měla 16. dubna 1931 v Chorvatském národním divadle v Záhřebu.
Koštana je třetí a nejznámější opera Petara Konjoviće, jenž je označován za nejvýznamnějšího srbského operního skladatele 20. století. Její popularitu zajišťuje především množství písní a tanců lidového původu nebo typu, slavným se staly „Čočecké tance“. V první verzi měla pět dějství, skladatel ji pak několikrát revidoval; definitivní verze má tři dějství rozdělená každé do dvou obrazů.

## Vznik, historie a charakteristika
Petar Konjović se už v mládí seznámil s hrou Borisava Stankoviće, hranou od počátku 20. století hojně na srbských jevištích, a začal na ní pracovat roku 1916, tedy ještě před premiérou své operní prvotiny Vílin závoj (1917). Podnětem k tomu bylo jeho setkání s pěvkyní Majou de Strozzi v roce 1916, která v něm vzbudila touhu napsat operu na Stankovićův námět, jejíž hrdinka by byla jakousi „novou Carmen“. Libreto podle opery si napsal a později i upravoval sám (byl sám vynikající spisovatel a básník a mimo jiné překladatel řady libret do srbochorvatštiny). Na Koštaně pracoval současně s operou Zetské kníže a dokončil ji v prvním znění ještě před premiérou této své druhé opery (1929). Téhož roku byl poprvé vydán i klavírní výtah Koštany. Koštana pak byla poprvé uvedena o dva roky později v Záhřebu, dirigoval Krešimir Baranović a titulní roli zpívala Blanka Kezer.
Po záhřebském uvedení se Koštana hrála ještě téhož roku v Bělehradě (premiéra 27. května 1931, dirigent Ivan Brezovšek, hlavní role Vera Misita) a poté v Lublani (premiéra 7. listopadu 1931 ve slovinském překladu N. Štritova, dirigent Mirko Polič, hlavní role Zlata Djundjenac).
Konjović měl už od svých pražských studií v letech 1904–1906 kontakt s českým hudebním prostředím, zejména pak s dirigentem Zdeňkem Chalabalou, který propagoval Konjovićovo dílo v českém a středoevropském prostředí. Počátkem 30. let 20. století byl 1. dirigentem a dramaturgem opery Zemského divadla v Brně a prosadil první české (a vůbec zahraniční) uvedení Koštany v Brně. Premiéra se konala 29. září 1932. Opera se hrála v překladu Zdeňka Knittla, dirigoval Chalabala a režíroval jako host významný záhřebský režisér Branko Gavella (1885–1962). Výpravu navrhl malíř Staša Beložanski (1900–1992) a vedle Chalabalovy manželky Běly Rozumové (1903–1986) v titulní roli exceloval v úloze Mitky Nikola Cvejić (1896–1987), sremský pěvec, který byl v letech 1930–1940 sólistou brněnského divadla. Brněnská Koštana měla úspěch u obecenstva a sklidila nadšené kritiky v tisku, chválili ji například Paul Stefan a Vladimír Helfert.
Na základě zkušeností s brněnskou inscenací učinil Konjović v opeře na Chalabalovu radu řadu drobných úprav a dopsal novou meziaktní hudbu. V této podobě pak byla opera uvedena v pražském Národním divadle (premiéra 14. prosince 1935, dirigoval Chalabala, Koštanu zpívala Ota Horáková). V letech 1935–1939 Konjović pokračoval s Chalabalovým přispěním (jak dokládá jejich hojná korespondence) na revizi opery. Původní pětiaktovou strukturu, podle Stankovićova dramatu, přeměnil na tříaktovou, z původních aktů se stalo pět obrazů, k nimž připsal klíčový 4. obraz. Ten slouží především k psychologickému prohloubení postavy Koštany, jež Konjović v původní činoherní verzi postrádal. V roce 1938 byl Konjović zejména s ohledem na úspěch Koštany a kontakty s českým prostředím jmenován členem České akademie věd a umění, jako třetí zahraniční skladatel po Igoru Stravinském a Karolu Szymanowském.
Toto konečné znění Koštany bylo poprvé uvedeno v Srbském národním divadle v Bělehradě roku 1940, dirigoval Lovro von Matačić (původně bylo zamýšleno, že bude hostovat Chalabala, což se nezdařilo) a Koštanu zpívala Zlata Djundenac. Roku 1948 měla Koštana s posledními úpravami skladatele premiéru v Záhřebu a 10. dubna 1948 mělo slovenskou premiéru ve Slovenském národním divadle. O rok později byla Koštana poprvé hrána v Sarajevu.
Další osud opery zůstal omezen na jugoslávská jeviště, i když byla pořízena gramofonová nahrávka i televizní zpracování opery. Častěji než samotná opera se hraje orchestrální suita z opery, již autor sestavil roku 1935 a která zahrnuje zejména interludium Sobina (mezi 1. a druhým obrazem), preludium Kaštanová hora (ke 3. dějství) a Velkou čočeckou hru z konce 1. dějství.
Stejně jako v Stankovićově hře operou prostupuje melancholie, vzpomínky na uprchlé mládí nebo – v případě hlavní hrdinky – mládí, které hodlá uprchnout. Přestože Koštana není hybatelem děje, je jeho emocionálním středem; opera směřuje ke klimaxu v noční sólové scéně Koštany ve 4. obraze a končí její rezignací ve scéně poslední. Dramatické momenty střídají rozsáhlé sólové zpěvy popisující duševní a mravní svět hrdinů: Katy v 1. obraze, Hadži Tomy ve 3., Koštany ve 4. a Mitky v 5.
Skladatelův hudební styl se zakládá na novoromantismu postwagnerovského ražení, jak s ním přišel do styku za pražských studií, ale se značným vlivem pozdějšího studia díla Modesta Musorgského a Leoše Janáčka. Lze jej označit jako moderní národní styl s příměsí expresionismu. Konjović se také v hudbě snažil zachytit i specifický hudební kolorit dějiště opery, jihosrbského městečka Vranje, v němž k jihoslovanskému základu přistupují turecko-orientální vlivy.
Podle muzikoložky Melty Milinové je Koštana „pravděpodobně dosud nejlepší srbská opera. Lze ji srovnávat s Janáčkovými operami díky důkladné pozornosti věnované zpěvní intonaci, folklórním prvkům organicky zapojeným do hudby a hudební řečí, která se vzdaluje od romantických principů a směřuje k modernismu.“

## Osoby
- Hadži Toma, bohatý obchodník a statkář – bas
- Kata, jeho žena – alt
- Stojan, jejich syn – tenor
- Stana, jejich dcera – soprán
- Arsa, starosta obce – baryton
- Vaska, jeho dcera – mezzosoprán
- Mitka, jeho bratr – tenor
- Koštana, cikánská zpěvačka – soprán
- Grklja, její otec – bas
- Salče, její matka – alt
- Marko, mlynář – bas
- Magda, jeho žena – soprán
- Sofka – soprán
- Koca – soprán

## Děj opery

### 1. dějství
(1. obraz – Velikonoce na statku Hadžiho Tomy) Jsou Velikonoce a ve vesnickém mlýně se pořádá tanec. Děvčata přibíhají pro Stanu, dceru bohatého sedláka a obchodníka Hadži Tomy, jemuž mimo jiné patří onen mlýn. Vábí Stanu, aby šla s nimi na tancovačku, dívka se ale zdráhá. Nechce nechat doma matku Katu samotnou, a především se bojí hněvu otce. Ten se má každou chvíli vrátit z hor, kde dohlížel na stáda, zpět domů na velikonoční svátky. Děvčata s nemalou mírou žárlivosti hovoří o sličné cikánce Koštaně, která učarovala všem mužům ve vsi. Ke steskům se v soukromém rozhovoru se svou nejlepší přítelkyní Vaskou připojuje i Stana. Koštaninu kouzlu propadl i její bratr Stojan, který se vůbec v otcově nepřítomnosti chová nepřístojně a hýří celé noci v krčmě.
Vidouce, že se vrací Hadži Toma, děvčata Stanu urychleně opouštějí. Hospodář má jako obvykle hněvivou náladu, laje své ženě a soptí na nezdárného syna. Se zlou se potáže i Vasčin otec, starosta Arsa, který přichází hospodáři popřát k Velikonocům. Hadži Toma jej vyzývá, aby se s cikány nebratříčkoval a dal je vyhnat z obce. Starosta se brání – to už jednou zkusil, ale místní muži sami donesli Koštanu zpět na ramenou.
Je slyšet další pozdvižení, přibíhá obecní strážník a rozčileně vypravuje, že Stojan pozval celou hospodskou společnost včetně cikánských hudebníků na tancovačku v sobinském mlýně; ba i obecní pandurové se připojili, místo aby zjednali pořádek. Za těchto okolností se věru nevyplatí dělat v této obci strážníka. Hadži Toma se rozezleně vypravuje za synem.
Jeho žena Kata naříká nad rozepřemi v rodině. Pomoc doufá najít u staré cikánky Zady, která prý může s pomocí Koštaniny košile odčarovat nositelce její kouzlo, jimž vábí všechny muže. Kata rozhazuje boby, aby z nich vyčetla osud svého syna Stojana, ale věštba je nepříznivá. Hospodyně se v pláči za syna modlí k Bohu.
(2. obraz – Větrný mlýn ve vsi Sobina, náležející ke statku Hadžiho Tomy) Ve mlýně je veselo: mlynář Marko a jeho žena Magda hostí celou společnost, kterou sem mladý hospodář – totiž Tomův syn Stojan – přivedl. Ve středu pozornosti je přirozeně Koštana; zpívá se, hraje a tančí. Za cikánčiným kouzlem se sem přikradl i starostův bratr Mitka. Ale objevuje se další nezvaný host, Hadži Toma. Stojan se vrhá ke dveřím a už by je byl před otcem zatarasil, kdyby ho Koštana a její matka Salče nezadržely. Toma hubuje všem – bláhovému Mitkovi, nerozumné Magdě i nejvíce ovšem svému synovi, kterého vyhání domů. Sám však na naléhání mlynářky, provázené nabídkou pohoštění, zůstává, ba dokonce trvá na tom, aby zůstali i cikáni. Když už pojedli a popili, ať se za jeho peníze činí!
Koštana zpívá jímavou píseň a hospodář je náhle dojat jak písní samotnou, tak i jinou písní, která se mu vrací v paměti – je to píseň o mladé nevěstě, která brzy po svatbě zemřela, a tu slýchával v mládí od Koštaniny matky. K radosti mlynáře, který se obával Tomovy nevole, i Magdy a Mitky se hospodář tak rozjaří, že cikány pobízí ke stále ryčnější hudbě do skoku a nakonec celou společnost odvádí, aby v zábavě pokračovala na jeho statku.

### 2. dějství
(3. obraz – Na statku Hadžiho Tomy) Stojan zatím doma trpí nešťastnou touhou po Koštaně. Chce být sám se svou bolestí, a proto posílá pryč matku i sestru, jež se ho snaží utěšovat. Tu se přihrne Tomův hlučný průvod s cikány a dalšími hosty včetně Mitky. Stojan i obě ženy před nimi odcházejí.
Podnapilý a rozcitlivělý Hadži Toma v teskných cikánských písních nalézá ozvuky svého mládí. Koštanu zahrnuje veškerými penězi, které doma nalézá. Ponížený Stojan se vrací a vrhá Koštaně do tváře urážky. Rozzuřený Toma se vrhá po pušce a jen díky tomu, že právě vstoupí starosta Arsa, nedojde k neštěstí. Starosta uklidňuje hospodáře, posílá svého bratra rázně domů a vyhání cikány ze statku. Jen Koštanu Toma vší silou zadržuje. Na starostovu radu proto Koštana prosí Tomu, aby ji nechal odejít, protože se cítí nemocná u srdce. Toma ji s pláčem propouští – bolení srdce, to je těžká nemoc.
(4. obraz – V Koštanině chalupě) Koštana dorazí do své chaloupky v nešťastném rozpoložení. Posílá své rodiče pryč, chce být sama. Přemítá o svém životě: má mnoho ctitelů, ale dosud nepoznala skutečnou lásku, jíž by se mohla plně odevzdat. Chce si zachovat svou svobodu, ale současně se bojí, že její mládí prchne a ona zůstane sama.
Koštana si v roztoužení všimne, že se k ní přikradla mužská postava. V domnění, že se jedná o Stojana, je připravena se mu odevzdat. Je to ale jiný její obdivovatel, cikán Asan. Koštana se mu vytrhne a utíká do noci.

### 3. dějství
(5. obraz – U Mitkova domu, jitro po pitce) Koštana doběhla k Mitkovu domu, kde dohořívá noční zábava. Její písně Mitku rozlítostní, lituje svého lehkomyslného života a uprchlého mládí – i smrt je lepší než být stár.
Arsa přišel dohlédnout na svého bratra a jeho trpělivost je u konce. Vyčítá Mitkovi prudce jeho dnešní chování i celý promarněný život, vyhání cikány a hodlá skoncovat i s nebezpečně svůdnou Koštanou. Ví, že o ni už dlouho usiluje Asan. Starosta posílá strážníka k Asanovu otci s nařízením, že příští neděli musí být Koštanina svatba. Marně jej dívka i její rodiče Grkljan a Salče prosí o milost, Arsa je neoblomný a Salče, která nejvíce protestuje, dá zavřít do obecní šatlavy.
(6. obraz – Cikánská osada) Je den Koštaniny svatby. Cikáni hlídají její chýši, aby neutekla. Koštana vychází ustrojená jako nevěsta, bledá jak svíce. Takto ji nalézá Stojan, který chce opustit rodinu a odejít s ní tam, kde je nebudou pronásledovat. Ale čím více Stojan naléhá a běsní, tím důrazněji Koštana odmítá: odejít s ním nemůže a nesmí. Tvrdí mu, že jej nikdy nemilovala a milovat nebude. Zdrcený Stojan odchází sám a po Markovi posílá poslední pozdrav své matce.
I Mitka se přichází rozloučit s dívkou, jež pro něj ztělesňuje ztracené mládí. Jeho Koštana přijímá jinak: cítí v něm spřízněnou duši a doufá, že on by ji mohl spasit před hrozícím osudem. Ale Mitka jí dává jen peníze a radu, aby se podvolila osudu.
Salče nakonec byla propuštěna z vězení, aby se s dcerou mohla rozloučit. Ale Koštana už nic nevnímá a jako mechanická loutka nastupuje do svatebního vozu, který ji odváží k ženichovi.

## Nahrávka
- 1980 (LP RTB/Jugoton 3330044) Zpívají: (Koštana) Gordana Jeftović Minov, (Hadži-Toma) Dušan Popović, (Mitke) Miroslav Čangalović, (Kata) Olga Milošević, (Arsa) Živojin Milosavljević, (Stana) Olga Đokobić Hadži-Nešić, (Stojan) Zvonimir Krnetić, (Salče) Đurđevka Čaković, (Grkljan) Dušan Janković, (Magda) Aleksandra Ivanović, (Marko) Aleksandar Đokić, (Alil) Georgi Minov, (Vaska) Dubravka Zubović, (Sofka) Olga Marković, (Koca) Irena Derdak, (strážník) Velizar Maksimović), (měšťan) Vladimir Popović, (Asan) Mihailo Todorović, (sedlák) Dejan Pomorišac. Sbor a symfonický orchestr RTB řídí Mladen Jagušt. Na podkladě nahrávky vznikl i televizní film z roku 1983 (režisér Slavoljub Stefanović Ravasi).